# Нефьодов Микола Тихонович
Микола Тихонович Нефьодов, (20 листопада 1922, м. Коломна Московської області Росії) — український і російський літературознавець, педагог. Кандидат філологічних наук (1965), доцент (1974). Автор відомого підручника "Історія зарубіжної критики і літературознавства" (Москва, 1988).

## Біографія
Микола Нефьодов народився в м. Коломна Московської області Росії.
Пройшов другу світову війну від першого до останнього дня, завершивши свій фронтовий шлях капітаном артилерійського полку. Отримав бойові ордени Богдана Хмельницького, Вітчизняної війни і Червоної Зірки. Після війни він залишився в армії і був переведений на Буковину.
У 1955 році вступив на заочне відділення російського філфаку Чернівецького державного університету.
Вийшовши незабаром у відставку за станом здоров'я у званні підполковника, він декілька років працював на різних адміністративних посадах у транспорті й будівництві, згодом вчителював у чернівецьких середніх школах № 29 та № 6, а з 1965 року, захистивши кандидатську дисертацію про особливості композиції ранніх романів Максима Горького, пов'язав свою долю з кафедрою зарубіжної літератури Чернівецького університету. На цій кафедрі він пройшов шлях від асистента до доцента й завідувача, читаючи літературознавчі курси для студентів-філологів.
М.Т. Нефьодов був не тільки знавцем історії зарубіжної літератури і світового мистецтва, але й талановитим художником-любителем, котрий чудово володів різними мистецькими техніками й стилями. У власній творчості він тяжів до акварелі й створив у цій техніці низку чудових буковинських пейзажів, які неодноразово виставлялися на обласних художніх виставках[джерело?].

## Науковий доробок
В науковому доробку Миколи Нефьодова — численні літературознавчих статей, розвідок, оглядів[джерело?], а його книга «Історія зарубіжної критики і літературознавства», що в 1988-му вийшла друком у московському видавництві «Высшая школа», стала популярним навчальним посібником — чи не єдиним свого роду на всьому пострадянському просторі[джерело?]. В опублікованому в 2001 році фундаментальному довідковому виданні «Лексикон загального та порівняльного літературознавства», яке стало результатом наукових зусиль авторського колективу кафедри зарубіжної літератури та теорії літератури, йому належить понад 40 статей.
Науковець опублікував низку статей і рецензій про спектаклі Чернівецького драмтеатру і творчість художників Буковини (С. Удін, Ю. Джибраєв, Л. Копельман, О. Киселиця, П. Борисенко та інші).
Основні праці
- «Про деякі особливості розвитку слова-образу у В. Маяковського» (1961)
- "Про композицію роману М. Горького «Фома Гордеєв» (1964)
- «Про деякі спірні питання розуміння сюжету» (1964)
- «М. Горький і Томас Манн» (1974)
- «Проблема сучасної ідеологізації роману: Про сюжетну метафоризацію» (1975)
- «Магістральні шляхи розвитку літератури» (1977)
- Нефедов Н. Т. История зарубежной критики и литературоведения. — М. : Высшая школа, 1988. — 272с.
- Лексикон загального та порівняльного літературознавства / за ред. А. Волкова,. О. Бойченка та ін. — Чернівці: Золоті литаври, 2001. — 636 с. (співавтор, автор 40 статей).